# Husqvarna IK
Husqvarna IK är en innebandyklubb i Huskvarna i Sverige som bildades våren 1988, då som Huskvarna IK, då två kompisgäng från Huskvarnastadsdelarna Egnahem och Öxnehaga gick samman. 
Husqvarna IK:s herrar tog sig för första gången upp i högsta serien i Småland (dåvarande division två) säsongen 1991/191992 genom en andraplats i division tre. Den första sejouren där blev tvåårig. Nästa steg i historien kom 2003/2004 när herrlaget avancerade till förbundsserierna för första gången genom serieseger i dåvarande division tre, tre poäng före Carlshamns IBK. Första säsongen i dåvarande division två gav 24 poäng på 22 matcher. Säsongen därpå tvingades laget att dra sig ur och börja om i division fem på grund av spelarbrist.
Serieseger direkt och en sammanslagning med lokalkonkurrenten Lekeryds IBK ledde direkt tillbaka till division tre. Sedan dess har laget legat där till juni 2012 då Husqvarna IK erbjöds en friplats i Division 1 Södra Götaland och man är därmed tillbaka på förbundsserienivå igen. Säsongen 17/18 slutade herrarnas A-lag på en 9:e plats i division tre med 19 inspelade poäng. Herrarnas B-lag slutade, säsongen 17/18 på en 10:e plats i division fyra med 14 inspelade poäng. 
Husqvarna IK:s damlag drog igång 1992/1993 och debuterade i högsta Smålandsserien 1994/1995. Nästa steg togs vid millennieskiftet och Husqvarna IK debuterade i damernas division ett säsongen 2000/2001. Undra några år var man inte tillräckligt bra för division ett men samtidigt för bra för division två och pendlade fram och tillbaka men 2005/2006 var man tillbaka för en längre sejour. Under fyra säsonger var man med i toppen och nosade på Elitserien innan man trillade ur 2009/2010. Säsongen 2012/2013 har man åter ett starkt lag på gång så chansen på division ett finns. Damlaget slutade på en 8:e plats, säsongen 17/18, i division två med 13 inspelade poäng 
Föreningen har under årens lopp byggt upp en ungdomsverksamhet, och har säsongen 2018/2019 tretton ungdomslag i serie- och poolspel. Innebandymagazinet publicerade 2018 en lista på de föreningar som har fostrat flest spelare i SSL. Husqvarna IK hamnade där på en delad 7:e plats med fem spelare i SSL, vilka är Gustav Jansson (Jönköpings IK), Martin Glimberg (Jönköpings IK), Joel Wadsten (Jönköpings IK), Viktor Johansson (Lindås Rasta IBK) och Andreas Nordh (Linköping IBK). På damsidan återfinns Kajsa Reingård (Jönköpings IK). 

## Säsongen 18/19
Säsongen 18/19 ställde Husqvarna IK upp med tre seniorlag. I division tre och fyra på herrsidan och i division två på damsidan.

### Division 2
Inför säsongen 18/19 presenterade Husqvarna IK Dam presenterades två nya tränare i form av Robin Ek och Johannes Birath. Johannes hade tidigare varit tränare för Husqvarna IK juniorlag, men tog inför denna säsongen steget upp till Damlaget i division två. Ledarstaben bestod därför av följande Robin Ek, Huvudtränare, Johannes Birath, Assisterande tränare, Jimmy Olausson, Damsektionen och Samuel Birath, Lagledare. Truppen bestod av 26 spelare.

#### Truppen 18/19[2]
| Position | Namn                      | Matcher | Mål | Assist | Utv | Poäng |
| -------- | ------------------------- | ------- | --- | ------ | --- | ----- |
| Målvakt  | Elin Engvall              | 6       | 0   | 0      | 0   | 0     |
| Målvakt  | Amanda Olausson           | 12      | 0   | 1      | 0   | 1     |
| Back     | Märta Winslöf             | 10      | 2   | 2      | 4   | 4     |
| Back     | Nelly Dahlberg Hegestrand | 4       | 0   | 0      | 0   | 0     |
| Back     | Fanny Nord Petersson      | 10      | 0   | 0      | 6   | 0     |
| Back     | Cornelia Birath           | 11      | 0   | 0      | 0   | 0     |
| Back     | Wilma Daag Gustafsson     | 4       | 0   | 0      | 0   | 0     |
| Back     | Molly Fredriksson         | 11      | 2   | 2      | 4   | 4     |
| Back     | Emilia Junell             | 10      | 2   | 1      | 0   | 3     |
| Back     | Lisa Berg                 | 12      | 0   | 4      | 6   | 4     |
| Back     | Stina Lindberg            | 9       | 4   | 2      | 0   | 6     |
| Center   | Wilma Junhammar           | 5       | 0   | 0      | 0   | 0     |
| Center   | Clara Rossing             | 9       | 2   | 4      | 2   | 6     |
| Center   | Madeleine Andersson       | 11      | 3   | 0      | 4   | 3     |
| Forward  | Ellie Klarqvist           | 3       | 0   | 0      | 0   | 0     |
| Forward  | Hilda Mosskull            | 8       | 2   | 4      | 0   | 6     |
| Forward  | Amanda Myhrman            | 11      | 5   | 4      | 4   | 9     |
| Forward  | Fanny Hinas               | 0       | 0   | 0      | 0   | 0     |
| Forward  | Agnes Löf                 | 11      | 15  | 2      | 0   | 17    |
| Forward  | Alma Eskilsson            | 11      | 1   | 1      | 0   | 2     |
| Forward  | Cecila Ekvall             | 3       | 0   | 0      | 0   | 0     |
| Forward  | Ella Säwe Fagerberg       | 11      | 5   | 2      | 0   | 7     |
| Forward  | Wilma Einarsson           | 11      | 1   | 5      | 0   | 6     |
| Forward  | Alva Söderström           | 12      | 1   | 1      | 0   | 2     |
| Forward  | Anna Kulig                | 8       | 0   | 0      | 0   | 0     |
| Forward  | Vera Torstensson          | 0       | 0   | 0      | 0   | 0     |

#### Säsongen 18/19
Husqvarna IK slutade på en tredjeplats i division två, 5 poäng bakom Hovslätts IK B som tog hem seriesegern. Husqvarna IK vann sju matcher, spelade oavgjort i två och förlorade tre vilket resulterade i 23 inspelade poäng. En klar ökning från förra säsongens 13 poäng. En stark bidragande orsak till detta var Agnes Löf och hennes 15 mål under säsongen, vilket placerade henne som tvåa i skytteligan.

##### Spelschema[3]
| Omgång | Hemmalag               | Bortalag               | Resultat | Målskyttar                                                                                              |
| ------ | ---------------------- | ---------------------- | -------- | --- |
| 2      | Hovslätts IK B         | Husqvarna IK           | 4-0      | I.U |
| 3      | Husqvarna IK           | Lagan IBK              | 4-1      | Alva Söderström, Ella Säwe-Fagerberg, Clara Rossing, Agnes Löf                                          |
| 4      | Husqvarna IK           | Nässjö IBF / IBK Husar | 4-2      | Stina Lindberg, Molly Fredriksson, Agnes Löf, Ella Säwe-Fagerberg                                       |
| 5      | Sävsjö IBK B / SW 2010 | Husqvarna IK           | 1-4      | Ella Säwe-Fagerberg, Stina Lidberg, Alma Eskilsson, Agnes Löf                                           |
| 6      | Husqvarna IK           | Vetlanda IBF B         | 4-3      | Emilia Junell 2, Stina Lindberg, Amanda Myhrman                                                         |
| 7      | Vimmerby IBK           | Husqvarna IK           | 3-1      | Ella Säwe-Fagerberg                                                                                     |
| 9      | Husqvarna IK           | Hovslätts IK B         | 4-4      | Agnes Löf 2, Amanda Myhrman, Alva Söderström                                                            |
| 10     | Lagan IBK B            | Husqvarna IK           | 5-2      | Molly Fredriksson, Agnes Löf                                                                            |
| 11     | Nässjö IBF / IBK Husar | Husqvarna IK           | 7-11     | Agnes Löf 4, Madeleine Andersson 3, Märta Winslöf, Ella Säwe-Fagerberg, Wilma Einarsson, Stina Lindberg |
| 12     | Husqvarna IK           | Sävsjö IBK B / SW 2010 | 2-2      | Agnes Löf 2                                                                                             |
| 13     | Vetlanda IBF B         | Husqvarna IK           | 4-6      | Hilda Mosskull 2, Amanda Myhrman 2, Ella Säwe-Fagerberg, Agnes Löf                                      |
| 14     | Husqvarna IK           | Vimmerby IBK           | 7-2      | Agnes Löf 2, Clara Rossing 2, Amanda Myhrman, Märta Winslöf, Hilda Mosskull                             |

##### Tabell[4]
| Placering | Lag                    | V | O | F  | GM | IM | MS  | P  |
| --------- | ---------------------- | - | - | -- | -- | -- | --- | -- |
| 1         | Hovslätts IK B         | 9 | 1 | 2  | 70 | 47 | 23  | 28 |
| 2         | Vimmerby IBK           | 8 | 1 | 3  | 75 | 39 | 36  | 25 |
| 3         | Husqvarna IK           | 7 | 2 | 3  | 49 | 38 | 11  | 23 |
| 4         | Sävsjö IBK B / SW 2010 | 5 | 2 | 5  | 56 | 43 | 13  | 17 |
| 5         | Vetlanda IBF B         | 4 | 0 | 8  | 48 | 51 | -3  | 12 |
| 6         | Nässjö IBF / IBK Husar | 4 | 0 | 8  | 38 | 59 | -21 | 12 |
| 7         | Lagan IBK B            | 2 | 0 | 10 | 20 | 79 | -59 | 6  |

### Division 3[5]
Husqvarna IK ställde upp med ett herrlag i division tre norra Småland. Inför säsongen presenterade man tre nya ansikten som skulle leda laget under säsongen. Anton Karlsson, Huvudtränare, Mattias Axelsson, Lagledare och Oskar Bertov, Lagledare. Truppen från säsongen 17/18 genom gick några mindre förändringar och man kunde inför säsongen presentera fem nya spelare till klubben. Erik Bergh skrev kontrakt med klubben efter att ha tidigare spelat för Bua IF, Albin Söderberg hämtades in från Östra SK Jönköping, Kevin Rosén hämtades in från Vetlanda IBF, Linus Hiljanen som tidigare representerat Jönköping City IBK och Henrik Lantz som gjorde comeback till denna säsong. Under säsongen som gick fylldes det på med ytterligare tre spelare Philip Gustafsson hämtades in från ett lokalt korplag, Tommy Jonsson sökte ny klubb efter ha lämnat Köpings IS och Eddie Emilsson skrev på för klubben efter ha lämnat Falköpings IBK i januari. 

#### Spelartrupp[6]
| Position | Namn              | Nummer | Matcher | Skott | Insläppta | Räddnings% | Mål | Assist | Utv | Poäng | Moderklubb   | Status    |
| -------- | ----------------- | ------ | ------- | ----- | --------- | ---------- | --- | ------ | --- | ----- | ------------ | --------- |
| Målvakt  | Erik Bergh        | 1      | 1       | 32    | 12        | 62,5%      | 0   | 0      | 0   | 0     | Capricorn IC | Nyförvärv |
| Målvakt  | Philip Gustafsson | 32     | 3       | 85    | 11        | 87,5%      | 0   | 0      | 0   | 0     | Husqvarna IK | Nyförvärv |
| Målvakt  | Tommy Jonsson     | 53     | 9       | 259   | 41        | 83,4%      | 0   | 0      | 2   | 0     | IBK Köping   | Nyförvärv |
| Målvakt  | Jonatan Magnusson | 14     | 9       | 219   | 56        | 74,4       | 0   | 0      | 0   | 0     | Husqvarna IK | -         |

| Position | Namn               | Nummer | Matcher | Mål | Assist | Utv | Poäng | Moderklubb         | Status    |
| -------- | ------------------ | ------ | ------- | --- | ------ | --- | ----- | ------------------ | --------- |
| Back     | Simon Fast         | 6      | 10      | 0   | 1      | 8   | 1     | Husqvarna IK       | -         |
| Back     | Philip Hagelberg   | 7      | 21      | 2   | 0      | 10  | 2     | Östra SK Jönköping | -         |
| Back     | Mattias Axelsson   | 9      | 16      | 16  | 18     | 6   | 34    | Jönköpings IK      | -         |
| Back     | Oskar Löf          | 13     | 21      | 14  | 9      | 10  | 23    | Husqvarna IK       | Lagkapten |
| Back     | Marcus Hiljanen    | 23     | 6       | 0   | 2      | 0   | 2     | Jönköpings IK      |           |
| Back     | Oskar Bertov       | 25     | 22      | 0   | 3      | 15  | 3     | Jönköpings IK      |           |
| Back     | Linus Hiljanen     | 28     | 16      | 3   | 6      | 2   | 9     | Jönköpings IK      | Nyförvärv |
| Center   | Anton Erixon       | 4      | 17      | 2   | 3      | 2   | 5     | Husqvarna K        |           |
| Center   | Marcus Andersson   | 12     | 11      | 1   | 1      | 6   | 2     | Husqvarna IK       | Debutant  |
| Center   | Lukas Lilja        | 19     | 16      | 5   | 4      | 0   | 9     | Husqvarna IK       |           |
| Center   | Kevin Rosén        | 21     | 19      | 29  | 28     | 14  | 57    | Månsarps IBK       | Nyförvärv |
| Forward  | Simon Holgersson   | 5      | 8       | 2   | 3      | 2   | 5     | Husqvarna IK       | Debutant  |
| Forward  | Carl Lindblad      | 8      | 21      | 21  | 19     | 2   | 40    | Husqvarna IK       |           |
| Forward  | Edvin Carlsson     | 11     | 14      | 6   | 5      | 6   | 11    | Husqvarna IK       | Debutant  |
| Forward  | Alexander Eriksson | 17     | 22      | 21  | 8      | 2   | 29    | Husqvarna IK       |           |
| Forward  | Albin Söderberg    | 18     | 21      | 34  | 25     | 12  | 59    | Forsby FF          | Nyförvärv |
| Forward  | Henrik Lantz       | 25     | 12      | 3   | 2      | 0   | 5     | Husqvarna IK       | Nyförvärv |
| Forward  | Simon Karlsson     | 27     | 21      | 9   | 9      | 14  | 18    | Husqvarna IK       |           |
| Back     | Lukas Petersson    | I.U    | 2       | 0   | 0      | 0   | 0     | Husqvarna IK       | Debutant  |
| Back     | Pontus Lövgren     | I.U    | 1       | 0   | 1      | 0   | 1     | Husqvarna IK       | Debutant  |
| Forward  | Melker Andersson   | I.U    | 2       | 0   | 0      | 2   | 0     | Husqvarna IK       | Debutant  |
| Forward  | Samuel Björk       | I.U    | 1       | 2   | 2      | 0   | 4     | Husqvarna IK       | Debutant  |
| Forward  | Eddie Emilsson     | I.U    | 1       | 0   | 0      | 0   | 0     | Fagerhult Habo IBK | Nyförvärv |

##### Säsongen 18/19[6]
Husqvarna IK slutade säsongen på en tredjeplats i division 3 med 46 inspelade poäng, vilket är en klar ökning från de 19 poäng man samlade ihop säsongen 17/18. Med 16 egna produkter i laget är framtiden ljus för Husqvarna IK. Förutom de egna produkterna prickade Husqvarna IK rätt på marknaden med sina nyförvärv där Albin Söderberg och Kevin Rosén sticker ut med sina 59 respektive 57 poäng. Man inledde säsongen med att endast ta 1 poäng på de inledande tre matcherna för att sedan långsamt klättra i tabellen. Från den 8 december 2018 till den 23 februari 2019 tappade laget inga poäng och radade upp nio raka segrar och blandade sig in i toppstriden på allvar. Men med två förluster på de avslutande tre matcherna fick Husqvarna IK nöja sig med en respektabel tredjeplats.

##### Spelschema[7]
| Omgång | Hemmalag         | Bortalag         | Resultat | Målskyttar |
| ------ | ---------------- | ---------------- | -------- | --- |
| 1      | IBF Tranås       | Husqvarna IK     | 12-7     | Albin Söderberg 4, Alexander Eriksson 2, Carl Lindblad                                                         |
| 2      | Husqvarna IK     | Tenhults IF      | 4-5      | Anton Erixon 2, Carl Lindblad, Mattias Axelsson                                                                |
| 3      | Hovslätts IK B   | Husqvarna IK     | 7-7      | Linus Hiljanen 2, Marcus Andersson, Carl Lindblad, Oskar Löf, Simon Karlsson, Kevin Rosén                      |
| 4      | Husqvarna IK     | Westerviks IBK   | 7-6      | Alexander Eriksson 2, Albin Söderberg 2, Oskar Löf, Kevin Rosén, Carl Lindblad                                 |
| 5      | Husqvarna IK     | Vimmerby IBK B   | 10-4     | Albin Söderberg 2, Kevin Rosén 2, Mattias Axelsson 2, Edvin Carlsson 2, Alexander Eriksson, Philip Hagelberg   |
| 6      | Jönköping IK U B | Husqvarna IK     | 4-5      | Carl Lindblad, Edvin Carlsson, Oskar Löf, Lukas Lilja, Simon Karlsson                                          |
| 7      | Husqvarna IK     | Fliseryds IBK    | 9-6      | Alexander Eriksson 2, Albin Söderberg 2, Kevin Rosén 2, Oskar Löf 2, Carl Lindblad                             |
| 8      | IF Ariel         | Husqvarna IK     | 6-5      | Oskar Löf 2, Albin Söderberg, Kevin Rosén, Linus Hiljanen                                                      |
| 9      | KFUM Jönköping   | Husqvarna IK     | 5-7      | Mattias Axelsson 3, Lukas Lilja 2, Albin Söderberg, Simon Holgersson                                           |
| 10     | Husqvarna IK     | Gränna AIS       | 5-7      | Kevin Rosén 2, Philip Hagelberg, Albin Söderberg, Alexander Eriksson                                           |
| 11     | Bankeryd SMK     | Husqvarna IK     | 10-12    | Mattias Axelsson 4, Carl Lindblad 3, Oskar Löf 2, Simon Karlsson 2, Kevin Rosén                                |
| 12     | Husqvarna IK     | IBF Tranås       | 7-4      | Mattias Axelsson 2, Carl Lindblad 2, Edvin Carlsson, Oskar Löf, Simon Holgersson                               |
| 13     | Tenhults IF      | Husqvarna IK     | 3-7      | Albin Söderberg 2, Carl Lindblad 2, Kevin Rosén, Alexander Eriksson, Simon Karlsson                            |
| 14     | Husqvarna IK     | Hovslätts IK B   | 11-5     | Albin Söderberg 3, Kevin Rosén 3, Alexander Eriksson 2, Henrik Lantz 2, Oskar Löf                              |
| 15     | Westerviks IBK   | Husqvarna IK     | 5-11     | Albin Söderberg 4, Kevin Rosén 3, Carl Lindblad 2, Alexander Eriksson 2                                        |
| 16     | Husqvarna IK     | Jönköping IK U B | 17-4     | Kevin Rosén 7, Albin Söderberg 3, Alexander Eriksson 2, Samuel Björk 2, Oskar Löf, Henrik Lantz, Carl Lindblad |
| 17     | Vimmerby IBK B   | Husqvarna IK     | 3-5      | Lukas Lilja 2, Albin Söderberg 2, Edvin Carlsson                                                               |
| 18     | Fliseryds IBK    | Husqvarna IK     | 3-5      | Alexander Eriksson 2, Albin Söderberg, Carl Lindblad, Kevin Rosén, Oskar Löf                                   |
| 19     | Husqvarna IK     | IF Ariel         | 9-3      | Albin Söderberg 3, Mattias Axelsson 2, Alexander Eriksson 2, Oskar Löf, Carl Lindblad                          |
| 20     | Husqvarna IK     | KFUM Jönköping   | 5-6      | Simon Karlsson 2, Albin Söderberg, Kevin Rosén, Mattias Axelsson                                               |
| 21     | Gränna AIS       | Husqvarna IK     | 9-4      | Simon Karlsson 2, Kevin Rosén, Mattias Axelsson                                                                |
| 22     | Husqvarna IK     | Bankeryd SMK     | 10-5     | Albin Söderberg 3, Carl Lindblad 3, Kevin Rosén 2, Alexander Eriksson, Edvin Carlsson                          |

##### Tabell[8]
| Placering | Lag                   | V  | O | F  | GM  | IM  | MS  | P  |
| --------- | --------------------- | -- | - | -- | --- | --- | --- | -- |
| 1         | Gränna AIS            | 20 | 1 | 1  | 186 | 76  | 110 | 61 |
| 2         | KFUM Jönköping        | 17 | 1 | 4  | 176 | 97  | 79  | 52 |
| 3         | Husqvarna IK          | 15 | 1 | 6  | 169 | 122 | 47  | 46 |
| 4         | Tenhults IF           | 12 | 2 | 8  | 126 | 128 | -2  | 38 |
| 5         | IBF Tranås            | 12 | 1 | 9  | 170 | 135 | 35  | 37 |
| 6         | IF Ariel              | 10 | 2 | 10 | 144 | 150 | -6  | 32 |
| 7         | Westerviks IBK        | 8  | 3 | 11 | 147 | 143 | 4   | 27 |
| 8         | Fliseryds IBK         | 8  | 1 | 13 | 131 | 145 | -14 | 25 |
| 9         | Hovslätts IK B        | 7  | 2 | 13 | 143 | 163 | -20 | 23 |
| 10        | Vimmerby IBK B        | 6  | 1 | 15 | 119 | 214 | -95 | 19 |
| 11        | Bankeryds Skid o MK   | 6  | 0 | 16 | 126 | 188 | -62 | 18 |
| 12        | Jönköping IK Ungdom B | 3  | 1 | 18 | 105 | 181 | -76 | 10 |